# Markus Anfang
Markus Anfang, né le 12 juin 1974 à Cologne en Allemagne, est un ancien joueur de football allemand, reconverti entraîneur.

## Biographie

### Joueur
Markus Anfang commence à jouer au football au TSV Bayer Dormagen puis à Cologne au KSV Heimersdorf. Il commence sa carrière professionnelle en 1995 au Fortuna Düsseldorf, après une année à Schalke 04 il arrive en Autriche, au FC Tirol Innsbruck, avec qui il devient trois fois de suite Champion d'Autriche.
Après la faillite du FC Tirol il revient en 2002 en Allemagne, au  FC Kaiserslautern. Il atteint la finale de la Coupe d'Allemagne en 2003 avec ce club. Ensuite il ne jouera pas un rôle essentiel dans ce club, puis deux ans après rompt son contrat. Il évoluera à Energie Cottbus, puis au MSV Duisbourg avant de revenir en 2006 à Düsseldorf où le club évoluait en quatrième division allemande. En 2008 il retourne quelques mois en Autriche puis s'engage pour la deuxième partie de la saison 2008-2009 au Eintracht Trèves en quatrième division, après un changement d'entraîneur il n'est plus utilisé comme joueur mais comme recruteur, il en profite également pour passer sa licence d'entraîneur.
Markus Anfang totalise plus de 214 matchs entre la Bundesliga, la 2. Bundesliga en Allemagne et la Bundesliga autrichienne. Lors de sa carrière il inscrira six buts.
Au sein des compétitions européennes, il joue deux matchs en Ligue des champions et cinq en Coupe de l'UEFA.

### Entraîneur
A la saison 2010-2011 il débute comme entraîneur dans un club de cinquième division, SC Kapellen-Erft, début 2013 il rejoint le centre de formation du Bayer Leverkusen pour s'occuper des U-17 et des U-19 jusqu'en 2016.
En août 2016 il rejoint le Holstein Kiel, club de troisième division qu'il emmène en fin de saison en 2. Bundesliga. La saison suivante le club termine à la troisième place et échoue lors des barrages pour la montée en Bundesliga.
Le 17 avril 2018 il signe au FC Cologne pour la saison 2018-2019, le club vient d'être relégué en deuxième division et Markus Anfang doit le faire remonter en Bundesliga.

## Palmarès

### En club
|  |  | FC Innsbruck - Championnat d'Autriche - Champion : 2000, 2001, 2002 - Coupe d'Autriche - Finaliste : 2001 - Supercoupe d'Autriche - Finaliste : 2000 et 2001 | FC Kaiserslautern - Coupe d'Allemagne - Finaliste : 2003 |